# 中川王

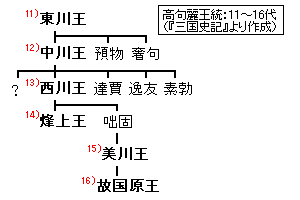
三國史記中的高句麗世系

中川王（224年—270年），高句麗第12任君王，名然弗，243年，立為世子，248年－270年在位。259年十二月。死後其子西川王即位。

## 家庭

### 妻妾
- 王后椽氏，椽那部人
- 小后貫那夫人

### 子女
- 子
  - 高某，母王后椽氏
  - 西川王高藥盧，母王后椽氏
  - 高達賈，母王后椽氏，漢朝封安國君
  - 高逸友，母王后椽氏
  - 高素勃，母王后椽氏
- 女
  - 公主高氏，母王后椽氏，嫁明臨笏覩

| 前任： 東川王 | 高句麗君主 248年-270年 | 繼任： 西川王 |